# Babel (álbum de The Mills)
Babel es el álbum debut de la banda de rock colombiana The Mills. El álbum cuenta con géneros de rock alternativo y britpop con influencias de indie y rock latino, cuenta con la producción de Jorge Holguin Pyngwi y Alejandro Lozano. El álbum fue lanzado el 18 de diciembre de 2009 bajo el sello de la discográfica Cabeza de Ratón.
El álbum fue lanzado en la revista Shock el 19 de mayo como descarga gratuita, el álbum producido por Jorge Holguin Pyngwi y coproducido por Alejandro Lozano, guitarrista de Superlitio. Está compuesto por 13 canciones, en inglés y español, entre ellas sus éxitos "Before I Go to Sleep" y "Abran Fuego", que los han posicionado entre las mejores bandas del país.
Algunas canciones del álbum como: «Abran Fuego», «Enemigo Íntimo», «Un Demonio», entre otras. Fueron incluidas en la banda sonora de la telenovela colombiana Niñas mal. En 2009, el álbum obtuvo un premio de la revista Shock en la categoría de "Mejor Disco Web".

## Antecedentes
El álbum fue grabado en los estudios de "Art&Co Records" en Bogotá, Colombia y mezclado en Milan Studios Inc. Miami, Estados Unidos por Boris Milan, Masterizado por Mike Couzzi en MicoMastering. La producción del álbum la realiza el productor Jorge Holguin Pyngwi y Coproducido por Alejo Lozano guitarrista de Superlitio. Cada sencillo cuenta con remixes, como por ejemplo, la canción de "Lobo Hombre en París", fue grabada en Bogotá y mezclada en Miami y cuenta con la compañía de Andrea Echeverri líder y vocalista de la banda Aterciopelados.
El álbum cuenta con sencillos como, «Abran fuego», «Before I Go to Sleep», «Lobo Hombre en París» y «Amor Depredador», canciones que han llegado al primer lugar en varias listas de género rock y pop en Colombia en estaciones de radio como: Radioactiva, Los 40 principales, Radiónica y la La X permaneciendo en repertorio durante varias semanas.

## Promoción
Para promocionar el álbum debut de la banda, la revista Shock en su página oficial se puede hacer la descarga gratuita del álbum a partir del 14 de mayo de 2009, cuenta con una entrevista y una descripción breve del álbum, recibiendo más de 36.000 descargas en la página. Luego, a finales del 2009, se laza el álbum en todas las disco tiendas de Colombia el 18 de diciembre de ese mismo año. Más tarde, el 5 de enero de 2010 el álbum está disponible en la tienda de iTunes Store. Luego, el 1 de septiembre la banda lanza la edición especial del álbum, cuenta con las mezclas de los sencillos de álbum.

## Contenido

### Sencillos
- Before I Go to Sleep

Es un sencillo de género britpop con influencias de rock alternativo, el sencillo fue escrito por el vocalista de la banda Álvaro Charry, es el primer sencillo debut de la banda, lanzada en la página de Myspace oficial el 4 de julio de 2007. Es la quinta pista del álbum y el primer sencillo incluida en su primer EP Don't Care What They Think, publicado en el 2007.
- Abran fuego

Es una canción de género rock alternativo con influencia del rock latino, el sencillo fue escrito por el vocalista Álvaro Charry y compuesta por el guitarrista Jorge Luis. Es el segundo sencillo de la banda, bajo la producción de Jorge Holguin Pyngwi y publicada bajo el sello discográfico Cabeza de Ratón.
- Lobo hombre en París

Es un sencillo de género rock alternativo con influencias de indie, la canción fue escrito por la banda de new wave española La Unión. El grupo hizo una copia de ella, que fue el tercer sencillo de la banda, incluida como la pista número siete para el álbum. Esta versión fue lanzada en las estaciones de radio pop en Colombia el 4 de agosto de 2010.
- Amor depredador

Es una canción de género rock latino con influencia del rock alternativo. Es el cuarto sencillo de la banda, es la segunda pista incluida en el álbum, la canción está bajo la producción de Jorge Holguin Pyngwi y Alejandro Lozano, escrita por Álvaro Charry, compuesta por Dizee y Geogy, teclista y guitarrista del grupo.

## Lista de canciones
| Lista de canciones |                        |                            |          |  |
| N.º                | Título                 | Escritor(es)               | Duración |  |
| 1.                 | «Babel»                | Geogy, Bako, Pyngwi        | 3:40     |  |
| 2.                 | «Amor Depredador»      | Geogy, Dizee, Bako, Pyngwi | 3:57     |  |
| 3.                 | «Let It Go»            | Geogy, Bako                | 3:42     |  |
| 4.                 | «Solo por Vos»         | Geogy, Dizee, Bako, Pyngwi | 3:33     |  |
| 5.                 | «Before I Go to Sleep» | Bako, Geogy, Bako          | 3:56     |  |
| 6.                 | «Más De Ti, Más De Mi» | Geogy, Bako, Pyngwi        | 3:49     |  |
| 7.                 | «Lobo Hombre en París» | La Unión                   | 3:47     |  |
| 8.                 | «You're Still The One» | Geogy, Bako, Bako          | 3:26     |  |
| 9.                 | «Un Demonio»           | Geogy, Dizee, Bako, Pyngwi | 3:26     |  |
| 10.                | «Enemigo Íntimo»       | Dizee, Bako, Pyngwi        | 3:24     |  |
| 11.                | «Abran Fuego»          | Geogy, Bako                | 3:35     |  |
| 12.                | «Hoy Ya No Soy Yo»     | Dizee, Bako, Pyngwi        | 3:28     |  |
| 13.                | «Sing This Song»       | Geogy, Bako                | 3:43     |  |
| 44:06              |                        |                            |          |  |

| Edición para iTunes |                                                                  |          |  |
| N.º                 | Título                                                           | Duración |  |
| 1.                  | «Outro»                                                          | 0:12     |  |
| 2.                  | «Lobo Hombre en París» (Feat Piyo de Compañía Limitada)          | 3:29     |  |
| 3.                  | «Amor Depredador» (Versión Acústica)                             | 3:46     |  |
| 4.                  | «Abran Fuego» (Cid Branko Club Radio Mix)                        | 3:54     |  |
| 5.                  | «Lobo Hombre en París» (Manny Lopez Mossy Street Club Radio Mix) | 3:40     |  |
| 13:81               |                                                                  |          |  |

| Edición para Babel (edición especial) |                                                                  |          |  |
| N.º                                   | Título                                                           | Duración |  |
| 1.                                    | «Lobo hombre en París» (con Aterciopelados, Rock version)        | 3:40     |  |
| 2.                                    | «Lobo hombre en París» (con Aterciopelados, Special version)     | 3:29     |  |
| 3.                                    | «Amor Depredador» (Acoustic versión)                             | 3:47     |  |
| 4.                                    | «Lobo hombre en París» (Manny Lopez Mossy Street Club Radio Mix) | 3:40     |  |
| 13:56                                 |                                                                  |          |  |

## Créditos y personal

### Créditos de presentación
- Voz: Bako, Andrea Echeverri
- Grabación: Jorge Holguín "Pyngwi"
- Guitarra: Geogy
- Teclados y coros: Dizee
- Bajo: Ray
- Batería: Diego Cadavid

### Créditos de producción
| - Producción y grabación: Jorge Holguín "Pyngwi". - Coproducción: Alejo Litio. - Producción ejecutiva: Francisco Soto. - Asistente de grabación: Felipe López - Andrea Echeverri, Aterciopelados. - Asistente de edición y grabación: Andrés Lote. - Dirección nacional de promoción: Ricardo Rodríguez - Management y booking: Roberto Andrade Dirak | - Arreglos: The Mills, Alejo Litio y "Pyngwi". - Marketing: Rodolfo Ovalle - Ilustraciones y diseño: Wilson Linares - Diego Pinulla (Babel) - David Alturo - Dasuko Inc (Special Edition). - Masterización: Mike Couzzi. - Mezclas: Boris Milan - Consultante legal: José Nicolás Urdinola - Fotografía: Leo Carreño. |